# Sébastien Fournet-Fayard
Sébastien Fournet-Fayard (Clermont-Ferrand, 25 april 1985) is een Frans wielrenner.

## Carrière
In 2016 behaalde Fournet-Fayard zijn eerste UCI-overwinning toen hij de eerste individuele tijdrit in de Ronde van Guadeloupe op zijn naam schreef. Een jaar later won hij in diezelfde wedstrijd op de voorlaatste dag de 21 kilometer lange tijdrit. In de laatste etappe verloor klassementsleider Žydrūnas Savickas meer dan een drie minuten, waardoor Fournet-Fayard een plek steeg en zo het eindklassement won. Eerder die koers droeg de Fransman al twee dagen de leiderstrui.

## Overwinningen
2016
2e etappe deel B Ronde van Guadeloupe
2017
8e etappe deel B Ronde van Guadeloupe
Eindklassement Ronde van Guadeloupe
2018
8e etappe deel B Ronde van Guadeloupe

## Resultaten in voornaamste wedstrijden
| Jaar | Ronde van Lombardije |
| ---- | -------------------- |
| 2010 | opgave               |

## Ploegen
- 2007 –  Crédit Agricole (stagiair vanaf 1-8)
- 2008 –  A-Style Somn
- 2009 –  CarmioOro-A-Style
- 2010 –  CarmioOro NGC

Adamou · Athanasiades · Aulas · Brousse · Bruson · Di Lorenzo · Eleftheriades · Fattas · Fournet-Fayard · Genovesi · Georges · Goerov · Ratti · Skettos · Stavrou · Terrenzio · van der Velde · Chaudoy (stagiair) · Di Serafino (stagiair)
Aulas · Berthou · Beuret · Brousse · Colli · Fournet-Fayard · Genovesi · Goerov · Kocjan · Pardilla · Raisoni · Ratti · Sella · D. Tamayo · Terrenzio · Tizza · Ventoso · J. Tamayo (stagiair)
Berthou · Beuret · Ferrara · Fournet-Fayard · Genovesi · Grillo · Kocjan · Pardilla · Peruffo · Piechele · Quadranti · Raisoni · Ratti · Ratto · Sella · Tamayo · Terrenzio · Tizza · Tonti · Ventoso · Barindelli (stagiair) · Boaro (stagiair) · Tedeschi (stagiair)